# イタリア民主社会主義者
イタリア民主社会主義者（イタリア語: Socialisti Democratici Italiani、略称:SDI）は、イタリアに存在した政党。
タンジェントポリの嵐のなかで1994年、イタリア社会党は崩壊し、党名を イタリア社会主義者（イタリア語: Socialisti Italiani、SI）に変更した。新たに書記長となったエンリコ・ボッセリは、タンジェントポリの元凶のひとりとされたベッティーノ・クラクシとは距離を置いた。1996年イタリア総選挙においては、ランベルト・ディーニ元首相のイタリア刷新と組み政党連合「オリーブの木」に加わる形で下院で7議席、上院で5議席を獲得した。
1998年、イタリア民主社会党などと統合し、ベッティーノ・クラクシの子息ボボ・クラクシらも加わって イタリア民主社会主義者（SDI） となった。社会党や民主社会党の時代と比べると小選挙区制のため党勢を落としていたが、社会主義インターナショナルに加盟していた。書記長にはボッセリが横滑りで就任した。結成後は1999年の欧州議会のイタリア選出議員選挙において約2.2％の得票で2議席を獲得した。2001年イタリア総選挙ではオリーブの木のなかで緑の連盟とジラソーレ（ひまわり）連合を組んだが、約2％強の得票にとどまった。2004年の欧州議会のイタリア選出議員選挙においてはオリーブの木に加わり、2議席を獲得した。この間、2001年にボボ・クラクシは離党して新イタリア社会党に加わり、また旧民主社会党のグループも2004年に離党してイタリア民主社会党を再建した。
2006年イタリア総選挙においてはイタリア急進主義者と政党連合「バラを握り締めて」を結成して中道左派連合のルニオーネに参加、下院で18議席を獲得した（上院はゼロ）。その後、2007年に新イタリア社会党の多くなどと合流して 社会党 を結成したが、この党は続く2008年イタリア総選挙においては準備不足もあり惨敗、イタリア議会の全議席を失った。その後、2009年に改めてイタリア社会党と改称した。現在も議会に議席を有していないが、社会主義インターナショナル加盟政党である。